# Homenatge a Teresa
Homenatge a Teresa és una cançó composta i interpretada per Ovidi Montllor, inclosa en l'àlbum A Alcoi (Edigsa, 1974). És una de les més populars cançons del cantautor d'Alcoi.
En aquesta cançó, d'una manera marcadament descriptiva i emotiva, s'evoca el paper de la Teresa, una dona desinhibida que iniciava a tots els joves i adolescents del poble ("tots els xiquets la seguíem") en el coneixement del món del sexe ("i ens donava lliçons d'anatomia") i en el rol de destapar tots els grans misteris i secrets de la infantesa ("ella ens va dir d'on veníem i que els Reis de l'Orient no existien"), un rol marcadament antisocial i transgressor en el difícil context històric d'una dura postguerra en què els tabús i la repressió ho dominaven tot ("va ser la riota pels grans").
L'autor declara la seva admiració per aquesta dona ("ara de gran comprenc tot el que per tu sent") en aquesta peça intimista, que ha esdevingut un referent en la història de la nova cançó catalana.
El Mercat de les Flors de Barcelona va programar dins la temporada 2014-2015 un homenatge a Ovidi a través d'aquesta cançó que "reivindica valors com la imaginació i la llibertat en una època caracteritzada per la mediocritat i l'obscurantisme".
Teresa Mora va morir en la indigència i les seves restes van anar a l'ossari general del cementiri d'Alcoi, just al costat del Panteó d'Alcoians Il·lustres, on es troben les cendres d'Ovidi Montllor. Així doncs, "per ironies del destí, Ovidi i Teresa han acabat junts per a l'eternitat, un per ser famós i l'altra per ser una completa desconeguda".